# 安藤親広
安藤 親広（あんどう ちかひろ、1963年1月22日 - ）は映画プロデューサー。 元ROBOT。
現在はフリープロデューサー。

## プロフィール
愛知県日進市出身。明治大学商学部商学科卒。ROBOT入社後はCMプロデューサーとして数々のCMのプロデュースを手掛ける。その後、1995年に映画部へ異動し、『7月7日、晴れ』で映画初プロデュース。その後『踊る大捜査線 THE MOVIE』、『海猿』、『ALWAYS 三丁目の夕日』などの話題作をプロデュース。エグゼクティブプロデューサーとしては『永遠の0』『紙の月』などがある。2008年7月1日付けで執行役員　コンテンツ事業本部映画部部長に就任。2014年7月1日付けで取締役　常務執行役員コンテンツ本部本部長兼映画部部長に就任した。2020年4月1日付けでコンテンツ本部統括プロデューサー。2021年3月31日付けで退社。

## 手掛けた作品

### 映画
- 踊る大捜査線シリーズ
  - 踊る大捜査線 THE MOVIE（1998年）
  - 踊る大捜査線 THE MOVIE2（2003年）
  - 交渉人 真下正義（2005年）
  - 容疑者 室井慎次（2005年）
  - 踊る大捜査線 THE MOVIE3（2010年）
  - 踊る大捜査線 THE FINAL（2012年）
- 海猿シリーズ
  - 海猿（2004年）
  - LIMIT OF LOVE 海猿（2006年）
  - THE LAST MESSAGE 海猿（2010年）
  - BRAVE HEARTS 海猿（2012年）
- 三丁目の夕日シリーズ
  - ALWAYS 三丁目の夕日（2005年）
  - ALWAYS 続・三丁目の夕日（2007年）
  - ALWAYS 三丁目の夕日'64（2012年）
- 7月7日、晴れ（1996年）
- パラサイト・イヴ（1997年）
- デボラがライバル（1997年）
- ジュブナイル（2000年）
- サトラレ（2001年）
- Laundry（2001年）
- リターナー（2002年）
- サマータイムマシン・ブルース（2005年）
- UDON（2006年）
- ガチ☆ボーイ（2008年）
- 少林少女（2008年）
- K-20 怪人二十面相・伝（2008年）
- ホノカアボーイ（2009年）
- BALLAD 名もなき恋のうた（2009年）
- 猿ロック THE MOVIE（2010年）
- ラブコメ（2010年）
- SPACE BATTLESHIP ヤマト（2010年）

### テレビドラマ
- 海猿（2005年・フジテレビ）
- 猿ロック（2009年・読売テレビ）
- 日本人の知らない日本語（2010年・読売テレビ）
- スープカレー（2012年・北海道放送）
- 踊る大捜査線 THE LAST TV サラリーマン刑事と最後の難事件（2012年・フジテレビ）

## エグゼクティブ・プロデューサー作品

### 映画
- 永遠の0（2013年）
- 百瀬、こっちを向いて。（2014年）
- 紙の月（2014年）
- ボクは坊さん。（2015年）
- ちはやふるー上の句・下の句ー（2016年）
- 22年目の告白 -私が殺人犯です-（2017年）
- ちはやふるー結びー（2018年）
- OVER DRIVE（2018年）[企画]
- オズランド　笑顔の魔法おしえます。（2018年）
- 任侠学園（2019年）
- ひとよ（2019年）
- サイレント・トーキョー（2020年）